# Forbundsdagsvalget 1949
Forbundsdagsvalget 1949 var det første valg til den vesttyske Forbundsdag. Den tyske nationalforsamling var grundlagt samme år gennem vedtagelsen af den nye grundlov. Der var i 1946 afholdt kommunalvalg og valg til delstatsparlamenterne i landet. Dette forbundsdagsvalg var imidlertid det første frie, føderale valg på tysk jord siden 6. november 1932. 
Resultatet af valget førte til at Forbundsdagen valgte Konrad Adenauer som kansler. Adenauer dannede efterfølgende regering sammen med FDP.
Den senere tyske delstat Saarland, som på dette tidspunkt var en selvstændig stat i økonomisk union med Frankrig, deltog ikke i valget. Vestberlin udpegede enkelte observatører.

## Resultater
| Parti                             | Partilistestemmer | Procent | Medlemmer af Forbundsdagen (fra Berlin i parentes) |
| --------------------------------- | ----------------- | ------- | -------------------------------------------------- |
| Bayernpartei                      | 986,478           | 4.2%    | 17                                                 |
| CDU                               | 5,978,636         | 25.2%   | 115 (2)                                            |
| CSU                               | 1,380,448         | 5.8%    | 24                                                 |
| Deutsche Partei (DP)              | 939,934           | 4.0%    | 17                                                 |
| Deutsche Reichspartei             | 391,127           | 1.8%    | 5                                                  |
| Deutsche Zentrumspartei (DZP)     | 727,505           | 3.1%    | 10                                                 |
| FDP                               | 2,829,920         | 11.9%   | 52 (1)                                             |
| KPD                               | 1,361,706         | 5.7%    | 15                                                 |
| SPD                               | 6,934,975         | 29.2%   | 131 (5)                                            |
| Wirtschaftliche Aufbauvereinigung | 681,888           | 2.9%    | 12                                                 |
| Südschleswigscher Wählerverband   | 75 388            | 0,1%    | 1                                                  |
| Uafhængige                        | 1 141 647         | 4,8%    | 3                                                  |
| I alt                             | 23,732,398        | 100.0%  | 402 (410)                                          |